# Verdadeira Igreja de Jesus
A Verdadeira Igreja de Jesus é um grupo protestante indígena chinês carismático que surgiu nas primeiras décadas do século XX. Formalmente estabelecido em Pequim em 1917, o grupo desenvolveu-se principalmente nas províncias centrais do interior da China durante a década de 1920, especialmente Henan e Hunan. Os fundadores da igreja foram fortemente influenciados pela Missão da Fé Apostólica da Igreja Pentecostal Americana e estabeleceram a igreja em suas práticas e doutrinas carismáticas, especialmente o batismo do Espírito Santo e dons sobrenaturais como profecia, cura e falar em línguas. A igreja sustenta o sábado do sétimo dia e tem crenças milenaristas. Sua sede foi transferida para Los Angeles em 1985. Na era da reforma, o VIJ passou por uma revitalização dramática na China continental, principalmente nas províncias centrais do interior, e conta com mais de 1 milhão na China e um total de 1,5 milhão em cinquenta e oito países. A igreja também acredita nas teologias dos Pentecostais do Nome de Jesus e do unicismo. Desde 1996, a igreja foi estabelecida no Brasil.

## As doutrinas principais
As dez doutrinas essenciais da Verdadeira Igreja de Jesus são:

•1. Espírito Santo: Que recebe o Espírito Santo, o que é evidenciado pelo fenômeno da Glossolalia, é a garantia de herança do reino dos Céus. 

•2. Baptismo: A imersão na água do baptismo é o sacramento para a remissão dos pecados e para a regeneração espiritual. O baptismo deve ocorrer na água viva natural, tal como num rio ou no mar. O que conduz o baptismo no nome do senhor Jesus Cristo tem que ser baptizado na água e no Espírito Santo. A pessoa que recebe o baptismo deve ser completamente imersa na água com a cabeça curvada e mergulhada de frente. 

•3. O Lava-pés: O sacramento da lavagem dos pés permite ter parte com o senhor Jesus. Serve também como exortação constante para relembrar que um crente deve ter amor, santidade, humildade, disponibilidade para servir e capacidade de perdoar. Cada pessoa que recebeu o baptismo da água deve ter os seus pés lavados no nome de Jesus Cristo. A lavagem mútua dos pés pode ser praticada sempre que apropriado.

•4. Santa Comunhão: A Santa Comunhão é o sacramento para comemorar a morte de Jesus Cristo. Permite-nos repartir a carne e o sangue de nosso senhor e de estar em comunhão com Ele de modo que nós possamos ter vida eterna e sermos ressuscitados no último dia. Este sacramento deverá ser realizado tão frequentemente quanto possível. Somente o pão e vinho de uva será usado. 

•5. Dia de Sabbath: o dia de Sabbath, o sétimo dia da semana (sábado), é um dia sagrado e abençoado por Deus. Deve ser observado o descanso sob a graça do Senhor para a comemoração da criação e da salvação e com a esperança do descanso eterno na vida depois da morte.

•6. Jesus Cristo: Jesus Cristo, palavra (o Verbo) que se transformou em carne, morreu na cruz para redenção dos pecadores, ressuscitou ao terceiro dia e ascendeu ao céu. Ele é o único salvador da humanidade, criador do Paraíso e da Terra, é o único verdadeiro deus.

•7. Bíblia Sagrada: A Bíblia Sagrada, que consistindo no Antigo e Novo Testamento, sendo inspirada por Deus, é a única escriptura verdadeira, e padrão para a vida cristã".

•8. Salvação: Salvação e Graça de Deus através da fé. Os crentes devem confiar no Espírito Santo para buscar a santidade, para honrar a Deus, e para amar a humanidade.

•9. Igreja: "Verdadeiro Igreja de Jesus, estabelecida em nosso senhor Jesus Cristo, através do Espírito Santo, restaura a verdadeira igreja apostólica dos últimos tempos.

•10. Segunda vinda do Senhor: A segunda vinda do Senhor ocorrerá no último dia, quando ele descerá dos céus para julgar o mundo: Justos e homens de boa vontade receberão a vida eterna, enquanto que os maus serão amaldiçoados para sempre".